# 塞里尼 (约讷省)
塞里尼（法語：Serrigny，法語發音：[seʁiɲi]）是法国勃艮第-弗朗什-孔泰大区约讷省的一个市镇，位于该省中东部，属于阿瓦隆区。

## 地理
塞里尼（47°50'7"N, 3°54'50"E）面积7.5 平方千米，位于法国勃艮第-弗朗什-孔泰大區约讷省，该省份为法国中北部内陆省份，西接卢瓦雷省，西北接塞纳-马恩省，南至涅夫勒省，东临科多尔省，东北与奥布省接壤。
与塞里尼接壤的市镇（或旧市镇、城区）包括：蒂塞、贝吕、科朗、弗莱、托内尔、维维耶。

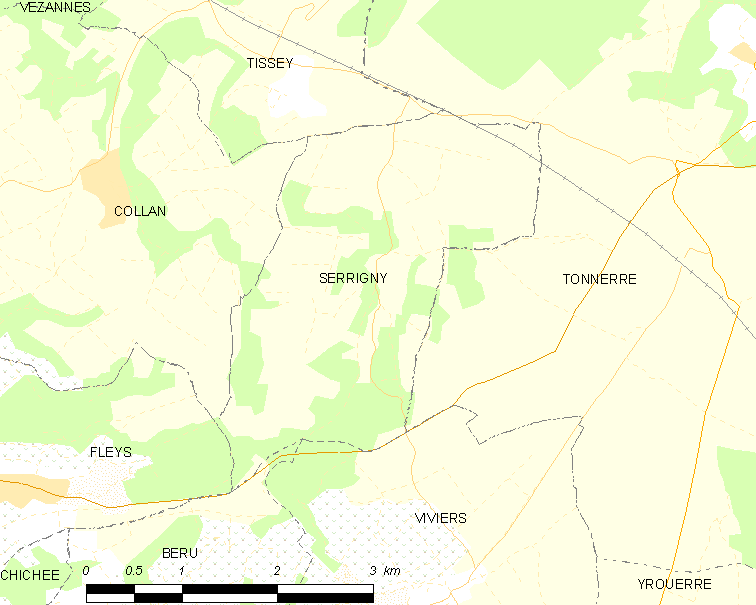
的OSM定位图

塞里尼的时区为UTC+01:00、UTC+02:00（夏令时）。

## 行政
塞里尼的邮政编码为89700，INSEE市镇编码为89393。

## 政治
塞里尼所属的省级选区为托内鲁瓦县。

## 人口

1962-2008年间人口变化图示

塞里尼于2022年1月1日时的人口数量为115人。